# EX-372
La EX-372 es una carretera de titularidad de la Junta de Extremadura. Su categoría es local. La denominación oficial es EX-372, de Portezuelo a EX-117 por Ceclavín.

## Historia de la carretera
Inicialmente sustituyó a la CC-211 al redefinirse la Red de Carreteras de Extremadura en 1997. En el nuevo Catálogo aprobado en 2000 debido a las transferencias de carreteras entre la Junta de Extremadura y las Diputaciones Provinciales absorbió a la antigua EX-373, de Ceclavín a EX-117, del año 1997, para convertirse en la carretera con la denominación actual. La clave EX-373 de 1997 pasó a denominar otra carretera transferida de la Diputación Provincial de Cáceres. 

## Inicio
Tiene su origen en la intersección con la EX-109 cerca de la localidad de Portezuelo.

## Final
El final está en la intersección con la EX-117.

## Trazado, localidades y carreteras enlazadas
La longitud real de la carretera es de 36.990 m, de los que la totalidad discurren en la provincia de Cáceres.
La carretera tiene una sección 6/7, es decir, dos carriles de 3 metros y dos arcenes de 0,5 metros.
Su desarrollo es el siguiente:
| P. K.           | HITO                                                              |
| --------------- | ----------------------------------------------------------------- |
| 0+000           | Inicio: EX-109 (Portezuelo)                                       |
| 13+580 - 14+590 | Travesía de Acehúche                                              |
| 17+960 - 18+020 | Puente sobre la Rivera de Fresnedosa                              |
| 26+850 - 28+000 | Travesía de Ceclavín                                              |
| 27+300          | Intersección CC-49. (Portaje)                                     |
| 27+910          | Intersección CC-39. (Alcántara, cortada por embalse de Alcántara) |
| 31+780 - 32+080 | Puente sobre río Alagón                                           |
| 32+410 - 32+440 | Puente sobre arroyo del Tabaquero                                 |
| 19+070          | Fin: EX-117                                                       |

## Otros datos de interés
(IMD, estructuras singulares, tramos desdoblados, etc.).
Los datos sobre Intensidades Medias Diarias en el año 2006 son los siguientes:
| P. K.              | IMD | Ligeros | Pesados | % Pesados |
| ------------------ | --- | ------- | ------- | --------- |
| 2+500 (Portezuelo) | 635 | 604     | 32      | 5,0       |
| 12+000 (Acehúche)  | 404 | 389     | 14      | 3,5       |
| 34+000 (Ceclavín)  | 407 | 384     | 22      | 5,5       |

## Evolución futura de la carretera
La carretera se encuentra acondicionada dentro de las actuaciones previstas en el Plan Regional de Carreteras de Extremadura.